# Verlag Beleke
Die Verlag Beleke GmbH ist ein in Essen ansässiger Verlag mit Niederlassungen in Lübeck und Wiesbaden.

## Geschichte
Die Verlag Beleke GmbH wurde im Jahre 1964 als Verlag Beleke KG von dem Verleger Norbert Beleke in Essen gegründet. Sie ist heute Teil einer Verlagskooperation, zu der seit 1977 auch die Max Schmidt-Römhild GmbH & Co. KG – Deutschlands ältestes Verlags- und Druckhaus seit 1579 – in Lübeck zählt.
Zudem gehören die Hansische Verlagskontor GmbH, die Schmidt-Römhild Kongressgesellschaft mbH, die rathaus-Verlagsgesellschaft mbH & Co. KG, die ELVIKOM Film-Verlag GmbH sowie die Verlag Wendler GmbH in Aachen zur Verlagskooperation.

## Verlagsprogramm
Programmschwerpunkt des Verlags Beleke sind alle Arten von Verzeichnismedien, wie zum Beispiel Stadtadressbücher, Einkaufsführer, Telefonverzeichnisse und das gewusst-wo-Branchenbuch mit entsprechender Internet-Datenbank.
Darüber hinaus erscheinen in der Verlagskooperation Bildbände, Geschichts- und Heimatliteratur, Fachbücher und Fachzeitschriften – insbesondere aus den Bereichen Wirtschaft, Verwaltung, Polizei und Kriminalistik, Medizin, Verkehr und Technik sowie eine Vielzahl an Online- und mobilen Medien.